# Raymond Cousse
Pour les articles homonymes, voir Cousse.
Raymond Cousse est un écrivain, dramaturge et homme de théâtre français né le 20 avril 1942 à Saint-Germain-en-Laye et mort le 22 décembre 1991.

## Biographie
Raymond Cousse nait à Saint-Germain-en-Laye d'une famille bretonne venue trouver du travail en région parisienne. Il pratique un grand nombre de sports au cours de sa jeunesse, notamment l'athlétisme et la course à pied.
Sa découverte de l'œuvre de Samuel Beckett lui fait un choc et le décide à se lancer dans la littérature.
Il commence à écrire Enfantillages à l'âge de 25 ans, puis La Terrine du chef. La Terrine du chef est adaptée et mise en scène en 1974 par Pierre Chabert, avec Raymond Cousse dans le rôle principal. C'est le début d'une carrière de comédien autodidacte, car il n'a jamais reçu une quelconque formation.
Il achève Stratégie pour deux jambons en 1976, un roman publié en 1978, puis adapté pour la scène en 1979 et mis en scène au Lucernaire forum, toujours par Pierre Chabert. Cette pièce tourne beaucoup et devient même la pièce française la plus jouée au monde dans les années 1980.
En 1983, il lit par hasard Mes amis d'Emmanuel Bove. Il s'acharnera à faire rééditer son œuvre oubliée et signe, en collaboration avec Jean-Luc Bitton, une biographie d'Emmanuel Bove qui inclut des inédits de l'écrivain.
En 1984, il crée Enfantillages au festival d'Avignon, dans sa propre mise en scène. Cette pièce sera traduite et jouée un peu partout dans le monde.
En 1991, il publie La Découverte de l'Afrique au Dilletante. Le 22 décembre de la même année, il se suicide.

## Œuvre

### Romans
- 1978 : Stratégie pour deux jambons, roman cochon, Flammarion. Les considérations d'un cochon à quelques jours de l'abattage  (ISBN 2-08-064111-5)
  - 1995 :  Stratégie pour deux jambons,  éditions Le Serpent à Plumes, coll. « Motifs » no 27  (ISBN 2-908957-80-9)
  - 1996 :  Stratégie pour deux jambons, roman cochon, EJL, coll. « Librio » no 137  (ISBN 2-277-30137-X)
  - 2002 :  Stratégie pour deux jambons, Alphee
  - 2018: Stratégie pour deux jambons, Zones sensibles.
- 1979 :  Enfantillages, Flammarion. L'absurdité, la cruauté et l'injustice du monde exposées par la naïveté d'un regard enfantin  (ISBN 9782080641908)
  - 1992 : Enfantillages, Flammarion  (ISBN 2080641905)
- 1982 :  Le Bâton de la maréchale, roman militaire et pornographique, Flammarion  (ISBN 2080644882)
- 1992 :  L'Édifice, Flammarion

### Théâtre
- 1981 : Théâtre I, sept pièces, Flammarion. Contient Stratégie pour deux jambons, L'Édifice, La Terrine du chef, Refus d'obtempérer, Trois pantomimes.
- 1985 :  Enfantillages et Stratégie pour deux jambons, L'Avant-Scène Théâtre no 761, 1er janvier 1985.

### Essais
- 1986 :  L'envers vaut l'endroit, journal d'Australie, Le Dilettante.
- 1991 :  La Découverte de l'Afrique, journal à couper le beurre, Le Dilettante.
- 1998 :  L'envers vaut l'endroit et autres textes (inclus : Vive le Québec libre ! et La Découverte de l'Afrique), Le Dilettante.

### Lettres et pamphlets
- 1983 :  À bas la critique et Vive le Québec libre !, Éditions Rupture
- 1996 :  Invective contre Bernard Pivot, Éditions mille et une nuits
- 1998 :  À bas la critique, Grenoble, Éditions Cent Pages, 3e édition 2013 (ISBN 978-2-9163-9038-3)
- 2001 :  Apostrophe à Pivot, Grenoble, Éditions Cent Pages,  (ISBN 2-906724-69-6)

## Biographie
- Emmanuel Bove : La Vie comme une ombre : biographie, coécrit avec Jean-Luc Bitton, avec la collaboration de Jean-Yves Reuzeau, Le Castor astral, 1994  (ISBN 2-85920-226-9)